# 송정초등학교 (광주)
송정초등학교(松汀初等學校)는 대한민국 광주광역시 광산구에 있는 공립 초등학교이다.

## 학교 연혁
- 1985. 3. 15. 송정국민학교 개교(14학급)
- 1985. 3. 15. 초대 김용선 교장 부임
- 1986. 3. 2. 유치원 개원
- 1990. 9. 1. 제2대 이봉연 교장 부임
- 1991. 12. 30. 학교부지 2992 구입
- 1993. 3. 1. 제3대 이창주 교장 부임
- 1996. 6. 1. 제4대 이장범 교장 부임
- 1997. 3. 1. 제5대 양무부 교장 부임
- 1999. 9. 1. 제6대 유정균 교장 부임
- 2000. 3. 3. 급식실 증축
- 2000. 4. 24. 대취타대 조직ㆍ운영
- 2001. 9. 1. 제7대 박용석 교장 부임
- 2002. 6. 8. 신관 증축(16개 열린 교실)
- 2003. 9. 1. 제8대 채희오 교장 부임
- 2004. 5. 1. 1교 1운동(남자 탁구부 창단)
- 2004. 9. 1. 제9대 윤석주 교장 부임
- 2006. 9. 1. 제10대 백형렬 교장 부임
- 2006. 9. 1. 다목적 강당 완공
- 2006. 9. 1. 꿈의 전당 개관
- 2007. 9. 1. 돌봄교실 1실 개원
- 2008. 9. 1. 학교도서관 리모델링 ‘꿈의 터전’ 개관
- 2009. 9. 1. 제11대 방동오 교장 부임
- 2013. 9. 1. 구영철 교장 부임(제12대)
- 2014. 2. 14. 제29회 졸업(졸업생 총 158명)
- 2017. 9. 1  김미자 교장 부임(제 13대)
- 2018. 8. 5  운동장 정비 및 본관 뒷편 주차장 마련
- 2019. 12. 31 제35회 졸업(졸업생 총 140명)
- 2020. 2. 29  교실천장 석면텍스 철거 및 재설치. LED 교체 공사 완료
- 2021. 1. 14  제 36회 졸업(졸업생 106명, 누적 4758명)
- 2021. 3. 1 정영미 교장 부임(제14대)

## 참고 자료
- 송정초등학교 - 한국교육학술정보원 학교알리미